# Paralamas e Titãs Juntos e Ao Vivo
Paralamas e Titãs Juntos e Ao Vivo é um álbum ao vivo das bandas brasileiras de rock Os Paralamas do Sucesso e Titãs, lançado em junho de 2008. Gravado na Marina da Glória, no Rio de Janeiro, em Janeiro de 2008, o disco marca as comemorações dos 25 anos de carreira de ambas as bandas. Os shows levaram as bandas a serem indicadas ao MTV Video Music Brasil de 2008, na categoria "Show do Ano".

## Contexto
A primeira vez que as duas bandas se apresentam ao mesmo tempo no palco com todos os integrantes foi no Hollywood Rock de 1992. A ideia de tocar juntos novamente surgiu quando os grupos se encontraram durante o festival Planeta Atlântida de 2005. A turnê conjunta iniciou em outubro de 2007 em Belo Horizonte e previa apenas cinco shows, mas houve demanda para mais algumas datas. O repertório foi escolhido pelos dois grupos, com um escolhendo músicas do outro para tocar.
Comentando sobre as carreiras dos dois conjuntos, o então vocalista e guitarrista dos Titãs Paulo Miklos disse que "mais do que a proximidade, o coleguismo, havia entre a gente também uma competição saudável. Esses trabalhos mostram a proximidade real que a gente tem. Havia algo de estimulante, de perceber os caminhos que o outro estava trilhando".
Participam como convidados o guitarrista Andreas Kisser, do Sepultura, nas faixas "Selvagem / Polícia" e "Lugar Nenhum"; o cantor Samuel Rosa, do Skank, em "Lourinha Bombril" e "O Beco"; e o ex-titã Arnaldo Antunes, em "Comida", "Lugar Nenhum" e "O Pulso" (incluída como faixa extra do DVD).
A canção "Meu Erro" e o pout-pourri "Sonífera Ilha / Ska" foram incluídos na trilha sonora da telenovela Três Irmãs, da Rede Globo. "Selvagem / Polícia" aparece na coletânea dos Paralamas Arquivo 3.

## Faixas do CD e DVD
1. "Diversão" (Sérgio Britto, Nando Reis) – 3:21
2. "O Calibre" (Herbert Vianna) – 3:05
3. "Marvin (Patches)" (Ronald Dunbar, General N. Johnson, Versão: Sérgio Britto, Nando Reis) – 4:14
4. "Selvagem/Polícia" (Herbert Vianna, Bi Ribeiro, João Barone / Tony Belloto) – 4:49
5. "Uma Brasileira" (Carlinhos Brown, Herbert Vianna) – 3:36
6. "A Novidade" (Herbert Vianna, Bi Ribeiro, João Barone, Gilberto Gil) – 3:46
7. "Homem Primata" (Sérgio Britto, Marcelo Fromer, Nando Reis, Ciro Pessoa) – 3:21
8. "Lourinha Bombril (Parate y Mira)" (Diego José Blanco, Fernando Javier Luis Hortal, Versão: Herbert Vianna) – 3:05
9. "Cabeça Dinossauro" (Paulo Miklos, Branco Mello, Arnaldo Antunes) – 4:19
10. "A Melhor Banda de Todos os Tempos da Última Semana" (Sérgio Britto, Branco Mello) – 3:11
11. "O Beco" (Herbert Vianna, Bi Ribeiro) – 3:22
12. "Trac-Trac (Track Track)" (Fito Paez, Versão: Herbert Vianna) – 3:27
13. "Go Back" (Torquato Neto, Sérgio Britto) – 3:43
14. "Comida" (Marcelo Fromer, Sérgio Britto, Arnaldo Antunes) – 4:43
15. "Lugar Nenhum" (Arnaldo Antunes, Charles Gavin, Marcelo Fromer, Sérgio Britto, Tony Belloto) – 4:30
16. "Óculos" (Herbert Vianna) – 4:10
17. "Sonífera Ilha/Ska" (Branco Mello, Marcelo Fromer, Tony Belloto, Carlos Barmak, Ciro Pessoa / Herbert Vianna) – 5:08
18. "Meu Erro" (Herbert Vianna) – 3:14
19. "Flores" (Charles Gavin, Tony Belloto, Paulo Miklos, Sérgio Britto) – 3:56

## Extras do DVD
- O Pulso (bonus-track)
- Cabeça Dinossauro (videoclipe editado, com ângulos nas duas baterias)
- Making-of
- Meu Erro e Comida (versões gravadas nos ensaios das bandas)

## Formações

### Paralamas do Sucesso
- Herbert Vianna: voz e guitarra
- Bi Ribeiro: baixo
- João Barone: bateria, percussão em "A Novidade", vocais em "Uma Brasileira", "Óculos" e "Trac-trac"

### Músicos convidados dos Paralamas do Sucesso
- João Fera: teclados
- José Monteiro Junior: sax
- Bidu Cordeiro: trombone

### Titãs
- Branco Mello: voz, vocais e baixo em "Cabeça Dinossauro"
- Charles Gavin: bateria, percussão em "A Novidade" e "Go Back"
- Paulo Miklos: voz, vocais, guitarra em "Cabeça Dinossauro", "A Melhor Banda de Todos os Tempos da Última Semana" e "Flores", teclados em "Go Back", bandolim em "Lourinha Bombril", "Homem Primata" e "A Novidade", sax em "Marvin", "O Beco" e "Sonifera Ilha/Ska", gaita em "O Calibre",
- Sérgio Britto: voz, vocais e teclados
- Tony Bellotto: guitarra

### Participações especiais
- Arnaldo Antunes voz em "Comida" e "Lugar Nenhum"
- Andreas Kisser: guitarra e vocais em "Selvagem / Polícia" e "Lugar Nenhum"
- Samuel Rosa: voz e guitarra em "Lourinha Bombril" e "O Beco"